# Ultimate Kylie
Albums de Kylie Minogue
Body Language
(2003) X
(2007)
Singles
1. I Believe in You
Sortie : 6 décembre 2004
2. Giving You Up
Sortie : 28 mars 2005

Greatest Hits est un album des plus grands succès de l'actrice et chanteuse australienne Kylie Minogue. Sorti au Royaumi-Uni le 22 novembre 2004, il est composé de 31 enregistrements précédents et de 2 nouvelles chansons.
L'album a débuté à la 4e place du hit-parade britannique (pour la semaine du 28 novembre au 4 decembre 2004).

## Liste des pistes
| Disc 1 | Disc 1                                                                            | Disc 1                                     | Disc 1                      | Disc 1 | Disc 1 | Disc 1 | Disc 1 | Disc 1 | Disc 1 |
| No     | Titre                                                                             | Auteur                                     | Producteur(s)               | Durée  |        |        |        |        |        |
| ------ | --------------------------------------------------------------------------------- | ------------------------------------------ | --------------------------- | ------ | ------ | ------ | ------ | ------ | ------ |
| 1.     | Better the Devil You Know (de l'album Rhythm of Love, 1990)                       | - Mike Stock - Matt Aitken - Pete Waterman | Stock Aitken Waterman       | 3:53   |        |        |        |        |        |
| 2.     | The Loco-Motion (7" Mix) (de l'album Kylie, 1988)                                 | - Gerry Goffin - Carole King               | Stock Aitken Waterman       | 3:14   |        |        |        |        |        |
| 3.     | I Should Be So Lucky (de l'album Kylie, 1988)                                     | - Stock - Aitken - Waterman                | Stock Aitken Waterman       | 3:24   |        |        |        |        |        |
| 4.     | Step Back in Time (de l'album Rhythm of Love, 1990)                               | - Stock - Aitken - Waterman                | Stock Aitken Waterman       | 3:04   |        |        |        |        |        |
| 5.     | Shocked (de l'album Rhythm of Love, 1990)                                         | - Stock - Aitken - Waterman                | Stock Aitken Waterman       | 3:09   |        |        |        |        |        |
| 6.     | What Do I Have to Do (7" Mix) (de l'album Rhythm of Love, 1990)                   | - Stock - Aitken - Waterman                | Stock Aitken Waterman       | 3:33   |        |        |        |        |        |
| 7.     | Wouldn't Change a Thing (de l'album Enjoy Yourself, 1989)                         | - Stock - Aitken - Waterman                | Stock Aitken Waterman       | 3:14   |        |        |        |        |        |
| 8.     | Hand on Your Heart (de l'album Enjoy Yourself, 1989)                              | - Stock - Aitken - Waterman                | Stock Aitken Waterman       | 3:51   |        |        |        |        |        |
| 9.     | Especially for You (en duo avec Jason Donovan, de l'album Ten Good Reasons, 1989) | - Stock - Aitken - Waterman                | Stock Aitken Waterman       | 3:56   |        |        |        |        |        |
| 10.    | Got to Be Certain (de l'album Kylie, 1988)                                        | - Stock - Aitken - Waterman                | Stock Aitken Waterman       | 3:19   |        |        |        |        |        |
| 11.    | Je ne sais pas pourquoi (de l'album Kylie, 1988)                                  | - Stock - Aitken - Waterman                | Stock Aitken Waterman       | 4:01   |        |        |        |        |        |
| 12.    | Give Me Just a Little More Time (de l'album Let's Get to It, 1991)                | - Edyth Wayne - Ronald Dunbar              | - Stock - Waterman          | 3:06   |        |        |        |        |        |
| 13.    | Never Too Late (de l'album Enjoy Yourself, 1989)                                  | - Stock - Aitken - Waterman                | Stock Aitken Waterman       | 3:21   |        |        |        |        |        |
| 14.    | Tears on My Pillow (de l'album Enjoy Yourself, 1989)                              | - Sylvester Bradford - Al Lewis            | Stock Aitken Waterman       | 2:29   |        |        |        |        |        |
| 15.    | Celebration (de l'album Greatest Hits, 1992)                                      | - Robert Bell - James Taylor               | - Phil Harding - Ian Curnow | 3:57   |        |        |        |        |        |
| 51:35  |                                                                                   |                                            |                             |        |        |        |        |        |        |

| Disc 2 | Disc 2                                                                             | Disc 2                                                                                           | Disc 2                         | Disc 2 | Disc 2 | Disc 2 | Disc 2 | Disc 2 | Disc 2 |
| No     | Titre                                                                              | Auteur                                                                                           | Producteur(s)                  | Durée  |        |        |        |        |        |
| ------ | ---------------------------------------------------------------------------------- | ------------------------------------------------------------------------------------------------ | ------------------------------ | ------ | ------ | ------ | ------ | ------ | ------ |
| 1.     | I Believe in You                                                                   | - Kylie Minogue - Jake Shears - Babydaddy                                                        | - Shears - Babydaddy           | 3:21   |        |        |        |        |        |
| 2.     | Can't Get You Out of My Head (de l'album Fever, 2001)                              | - Cathy Dennis - Rob Davis                                                                       | - Dennis - Davis               | 3:49   |        |        |        |        |        |
| 3.     | Love at First Sight (de l'album Fever, 2001)                                       | - Minogue - Richard Stannard - Julian Gallagher - Ash Howes - Martin Harrington                  | - Stannard - Gallagher         | 3:57   |        |        |        |        |        |
| 4.     | Slow (de l'album Body Language, 2003)                                              | - Minogue - Dan Carey - Emilíana Torrini                                                         | Sunnyroads                     | 3:13   |        |        |        |        |        |
| 5.     | On a Night Like This (de l'album Light Years, 2000)                                | - Steve Torch - Graham Stack - Mark Taylor - Brian Rawling                                       | - Stack - Taylor               | 3:33   |        |        |        |        |        |
| 6.     | Spinning Around (de l'album Light Years, 2000)                                     | - Ira Shickman - Osborne Bingham - Kara DioGuardi - Paula Abdul                                  | Mike Spencer                   | 3:27   |        |        |        |        |        |
| 7.     | Kids (Radio Edit) (en duo avec Robbie Williams, de l'album Light Years, 2000)      | - Williams - Guy Chambers                                                                        | - Chamber - Steve Power        | 4:20   |        |        |        |        |        |
| 8.     | Confide in Me (Radio Mix) (de l'album Kylie Minogue, 1994)                         | - Steve Anderson - Dave Seaman - Owain Barton                                                    | Brothers in Rhythm             | 4:26   |        |        |        |        |        |
| 9.     | In Your Eyes (de l'album Fever, 2001)                                              | - Minogue - Stannard - Gallagher - Howes                                                         | - Stannard - Gallagher         | 3:18   |        |        |        |        |        |
| 10.    | Please Stay (de l'album Light Years, 2000)                                         | - Minogue - Stannard - Gallagher - John Themis                                                   | - Stannard - Gallagher         | 4:04   |        |        |        |        |        |
| 11.    | Red Blooded Woman (de l'album Body Language, 2003)                                 | - Johnny Douglas - Karen Poole                                                                   | - Douglas - Poole              | 4:20   |        |        |        |        |        |
| 12.    | Giving You Up                                                                      | - Miranda Cooper - Brian Higgins - Tim Powell - Lisa Cowling - Paul Woods - Nick Coler - Minogue | - Higgins - Xenomania          | 3:30   |        |        |        |        |        |
| 13.    | Chocolate (Radio Edit) (de l'album Body Language, 2003)                            | - Douglas - Poole                                                                                | - Douglas - Poole              | 4:01   |        |        |        |        |        |
| 14.    | Come into My World (Radio Edit) (de l'album Fever, 2001)                           | - Dennis - Davis                                                                                 | - Dennis - Davis               | 4:06   |        |        |        |        |        |
| 15.    | Put Yourself in My Place (Radio Edit) (de l'album Kylie Minogue, 1994)             | Jimmy Harry                                                                                      | Harry                          | 4:11   |        |        |        |        |        |
| 16.    | Did It Again (de l'album Impossible Princess, 1997)                                | - Minogue - Anderson - Seaman                                                                    | Brothers in Rhythm             | 4:14   |        |        |        |        |        |
| 17.    | Breathe (Radio Edit) (de l'album Impossible Princess, 1997)                        | - Minogue - Dave Ball - Ingo Vauk                                                                | - Ball - Vauk                  | 3:40   |        |        |        |        |        |
| 18.    | Where the Wild Roses Grow (en duo avec Nick Cave, de l'album Murder Ballads, 1996) | Cave                                                                                             | - Tony Cohen - Victor Van Vugt | 3:57   |        |        |        |        |        |
| 69:26  |                                                                                    |                                                                                                  |                                |        |        |        |        |        |        |

| 19. | Dancing Queen (Clip) (de l'album vidéo Intimate and Live) | 3:45 |